# ジョージ・サヴィル (サッカー選手)
ジョージ・サヴィル（George Saville 、1993年6月1日 - ）は、イングランド・サリー州キャンバリー出身の北アイルランド代表プロサッカー選手。ルートン・タウンFC所属。ポジションはMF。

## 経歴

### クラブ
2004年に兄と共にチェルシーFCのアカデミーに入団。2010年7月にクラブとプロ契約を締結した。2013年3月、期限付き移籍先のミルウォールFCでプロデビューを果たした。2014年10月、同じく期限付き移籍先のブレントフォードFCでプロ初ゴールを決めた。
2014年8月26日、ウルヴァーハンプトン・ワンダラーズFCに3年契約で完全移籍。
2017年6月26日、古巣のミルウォールFCに3年契約で完全移籍。
2018年8月31日、2019年1月までの契約でミドルズブラFCに期限付き移籍。2019年1月からは完全移籍で加入した。
2021年7月2日、ミルウォールFCと長期契約を結んだ。
2025年6月11日、ルートン・タウンFCに移籍した。

### 代表
祖母が北アイルランドのエニスキレン出身のため、北アイルランド代表でのプレーを選んだ。2017年10月5日、2018 FIFAワールドカップ・ヨーロッパ予選のドイツ代表戦に出場し、北アイルランド代表デビューを果たした。